# Flueggea suffruticosa
Flueggea suffruticosa är en emblikaväxtart som först beskrevs av Pall., och fick sitt nu gällande namn av Henri Ernest Baillon. Flueggea suffruticosa ingår i släktet Flueggea och familjen emblikaväxter. Inga underarter finns listade i Catalogue of Life.

## Bildgalleri

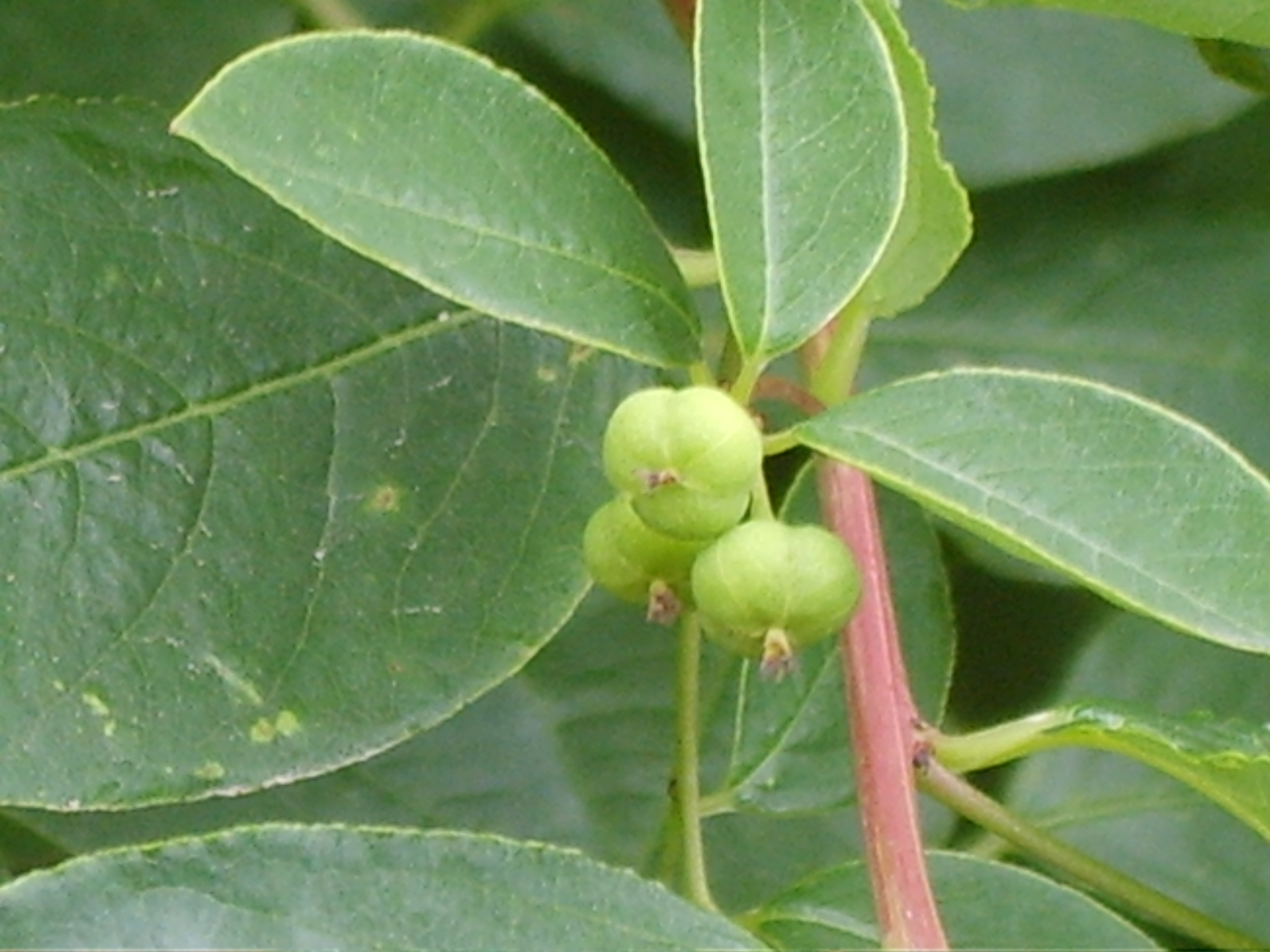
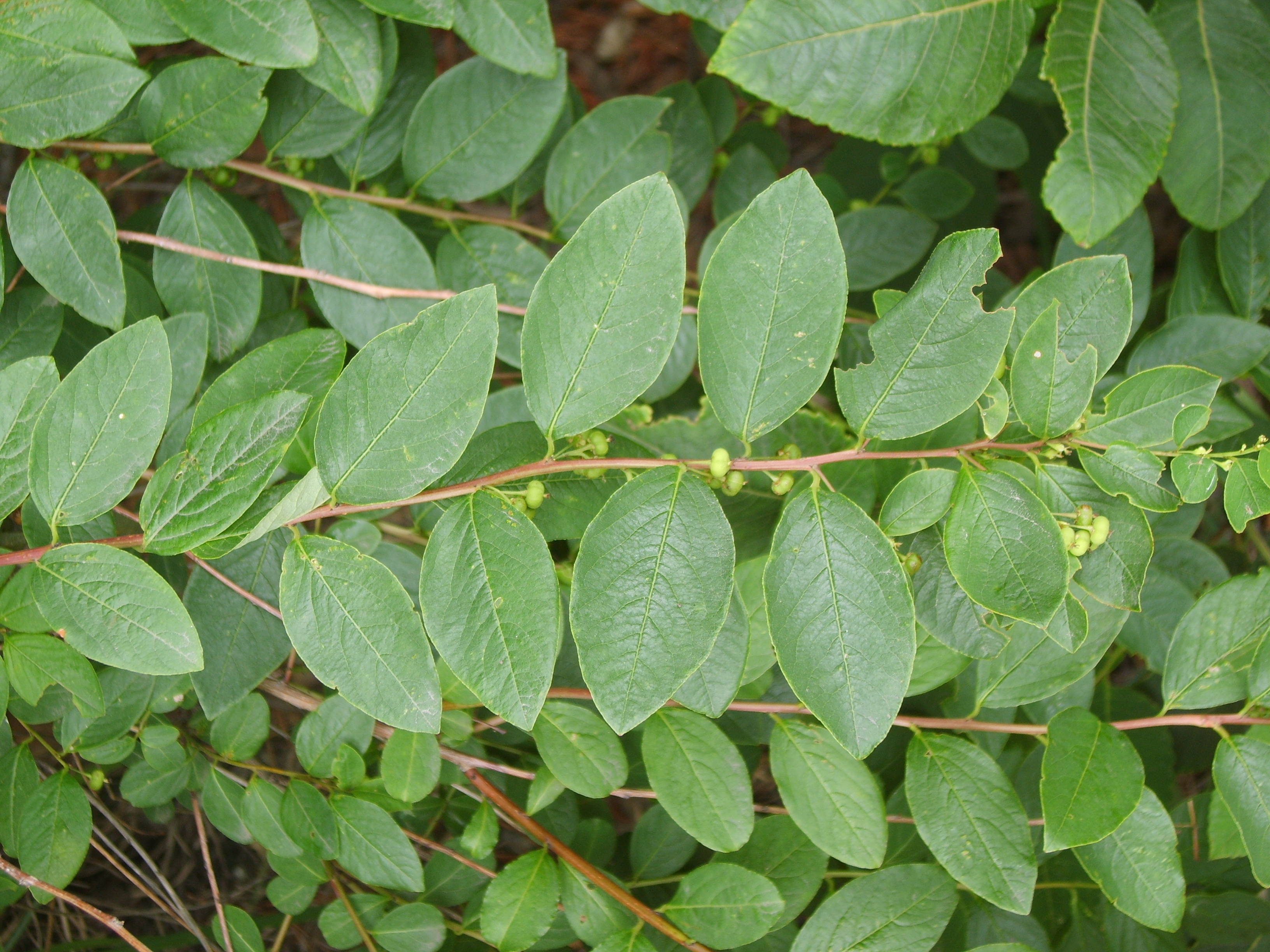
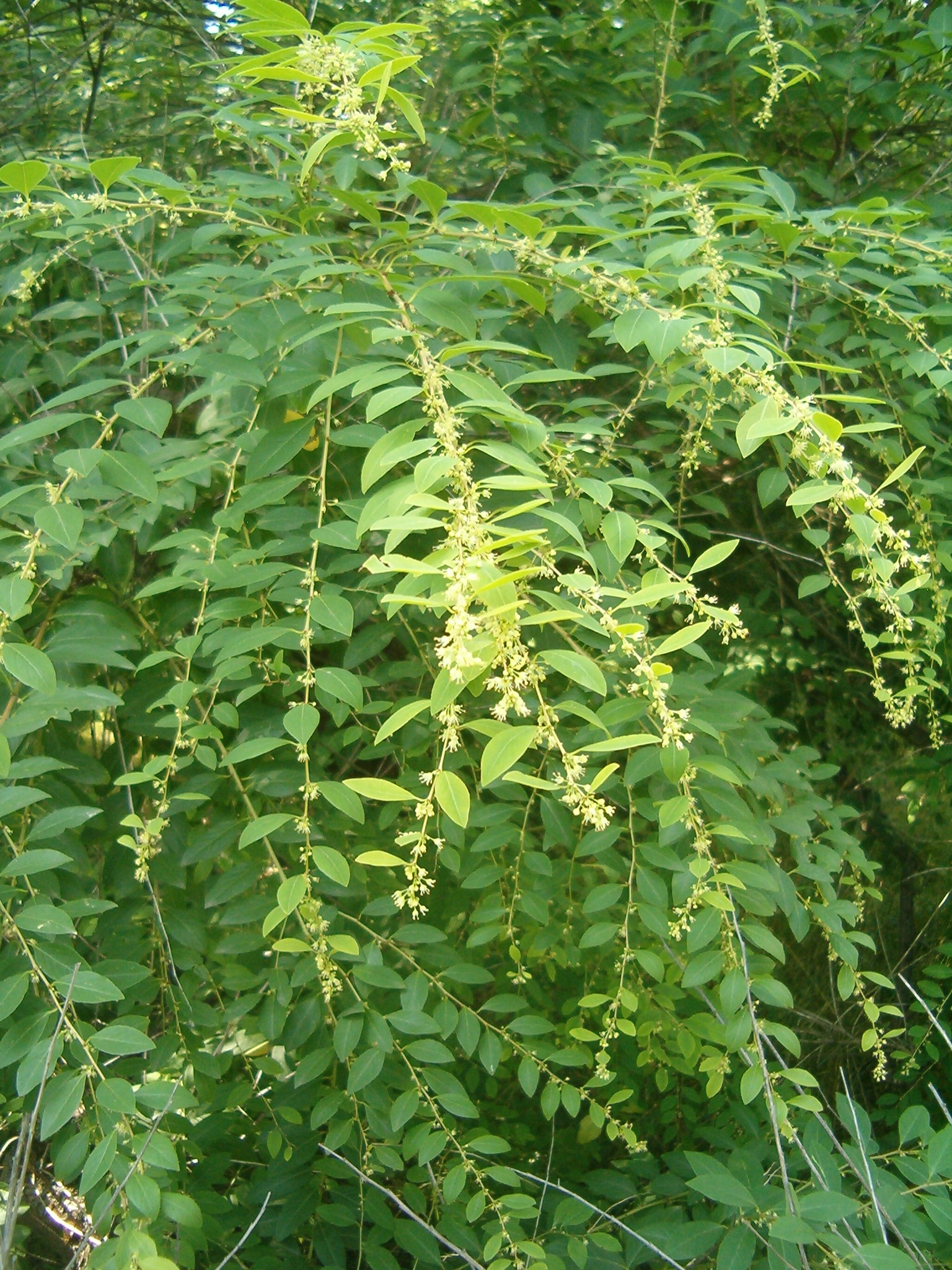
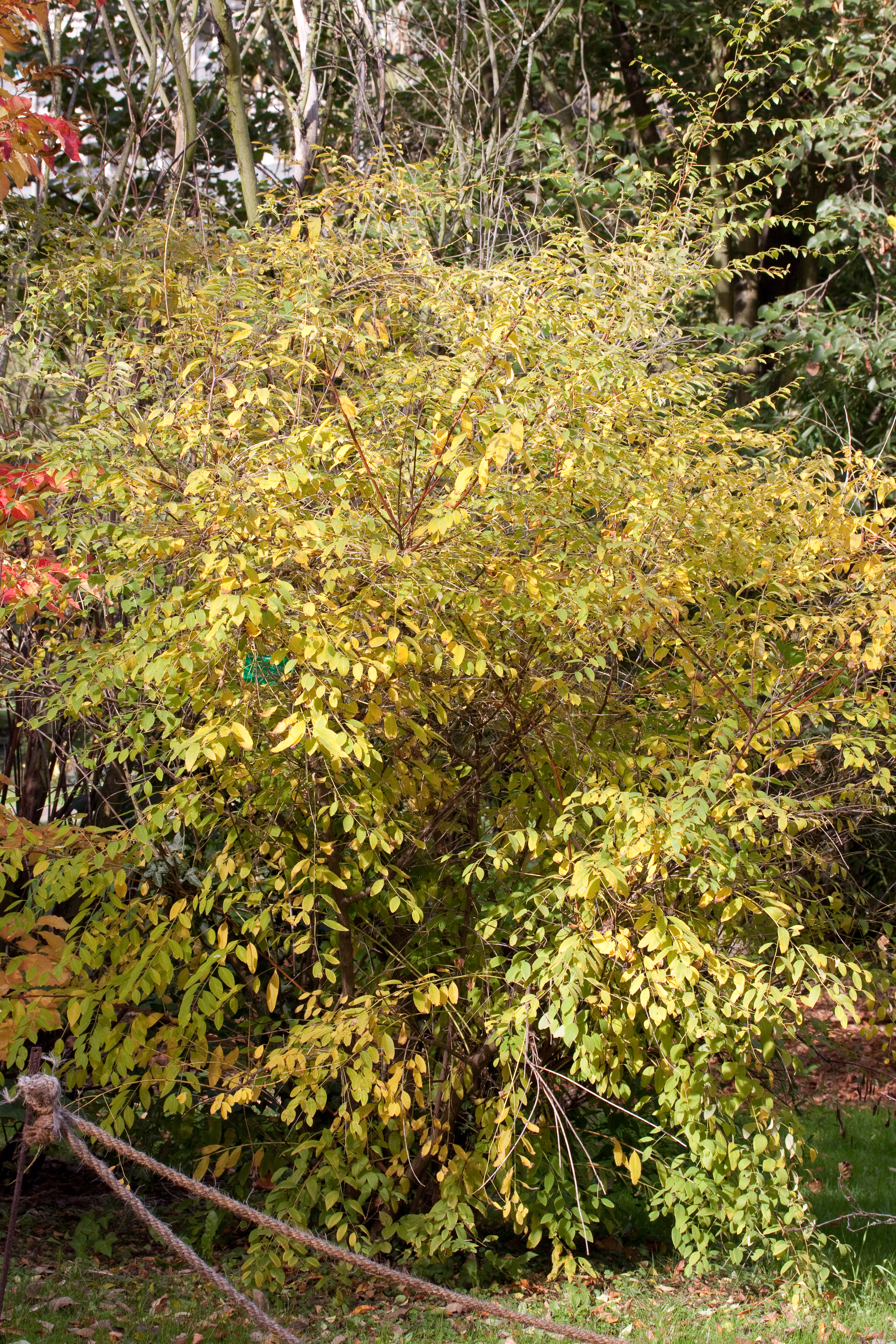
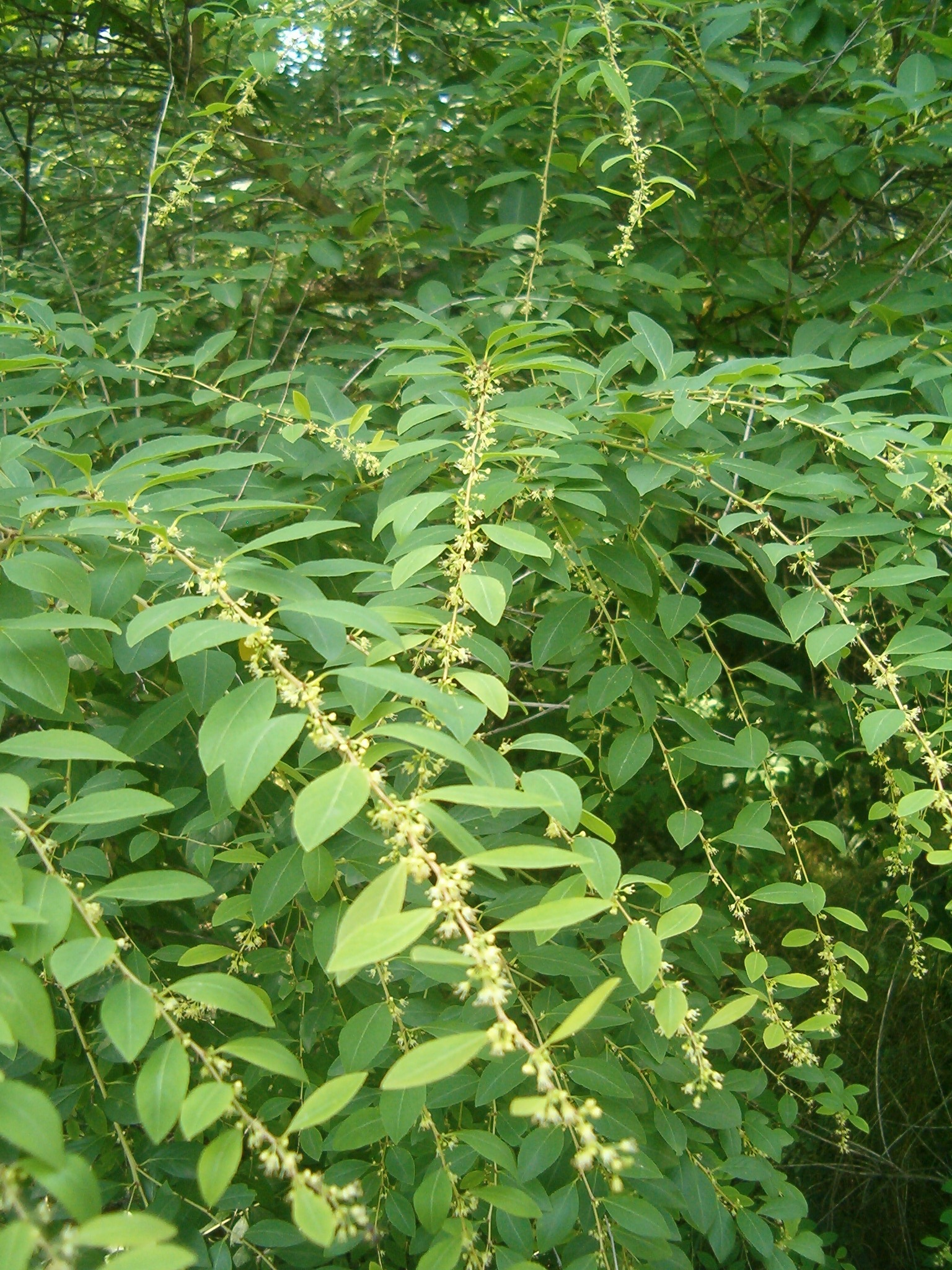
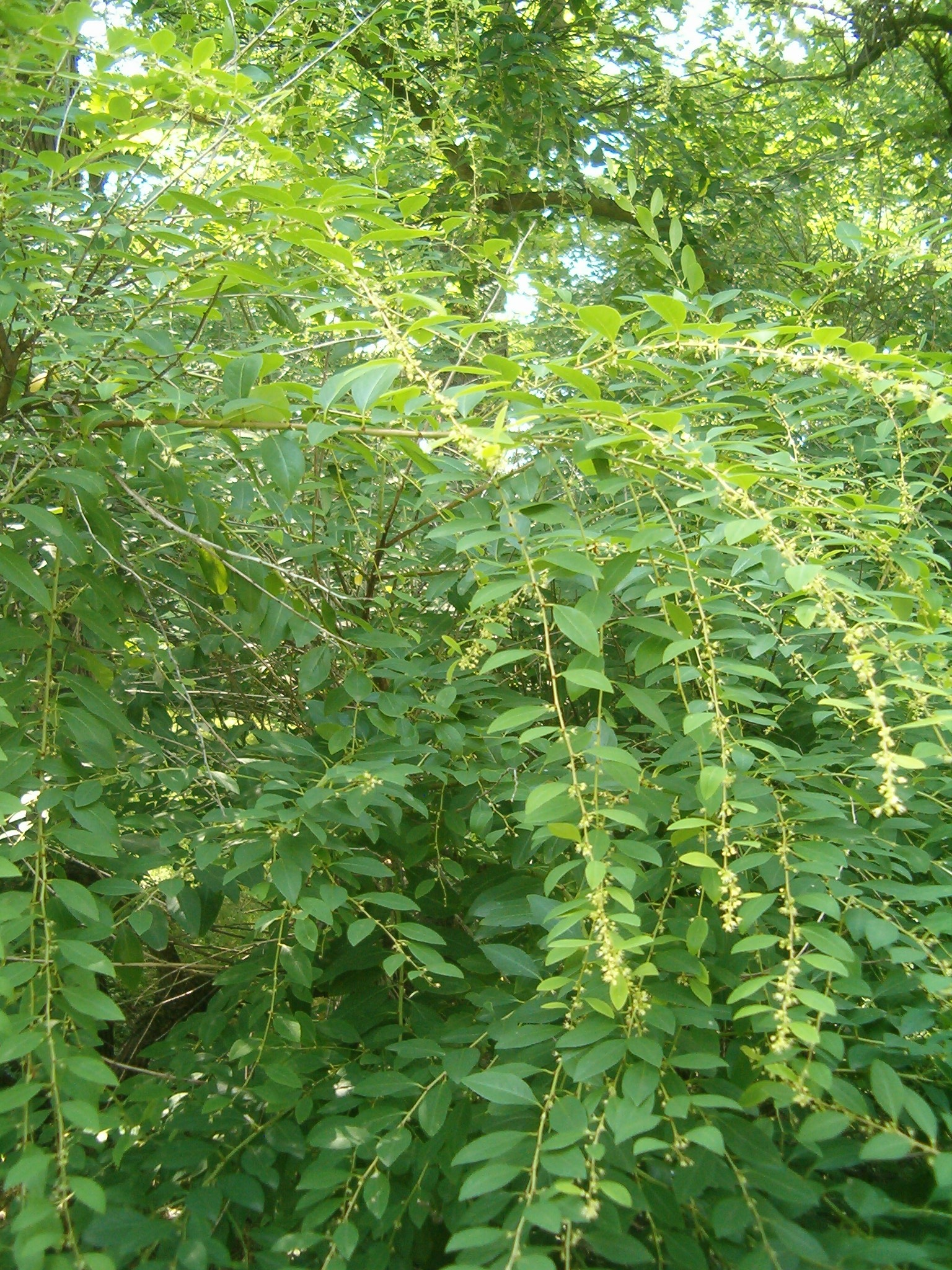